# Alessia Patacconi
Alessia Patacconi (Roma, 20 febbraio 1981) è un'annunciatrice televisiva e attrice italiana.

## Biografia
Esordisce in televisione ancora adolescente nel talk show Amici. Nel 1999 debutta sul grande schermo con il film di Ettore Scola La cena con Giancarlo Giannini, Vittorio Gassman e Fanny Ardant. Nel 2000 è protagonista, nel ruolo di Lory, del film Incontri di primavera per la regia di Anna Brasi.
Dopo essere apparsa in alcuni spot pubblicitari, da dicembre 2001 fino a maggio 2003 conduce su RaiSat Ragazzi il programma Giga TV. Nel 2002 interpreta Rachele attrice nel cortometraggio del regista Andrea Bermani dal titolo "Liberami"
Dal 21 settembre 2003 entra a far parte del nuovo gruppo di annunciatrici della RAI, annunciando i programmi di Rai 3, ed è l'unica a rimanere ancora in carica come annunciatrice nella lettura dei programmi trasmessi su Rai 3. A lei si aggiungevano: Virginia Sanjust di Teulada e Barbara Matera per Rai 1; Arianna Marchetti e Janet De Nardis per Rai 2; Giorgia Würth per Rai 3.
Dal 9 novembre 2008 Sarita Agnes Rossi affianca Alessia Patacconi negli annunci di Rai 3.
Nel maggio 2012 denuncia un trattamento discriminatorio da parte dell'Ufficio Risorse della Rai in seguito alla sua gravidanza.. Nel gennaio 2013 ha inizio la causa contro la Rai. In data 12 marzo 2014 il Tribunale di Roma emette sentenza di accoglimento del ricorso, che ordina il suo reintegro. La Rai ricorre in appello e nel giugno 2014 il nuovo giudizio è emesso nuovamente a favore della Patacconi. Nell'agosto 2014 viene reintegrata come annunciatrice e speaker Rai per tutte le reti (Rai1, Rai2, Rai3, Rai4, Rai5), e debutta nella lettura delle previsioni del tempo nei telegiornali regionali il 26 agosto 2014. Nel novembre 2016 La Rai la licenzia nuovamente, la Patacconi propone ricorso, il licenziamento è dichiarato illegittimo e viene reintegrata nel luglio 2018 in Rai. Il 25 ottobre 2018 è fissata la Cassazione. In seguito diventa la voce ufficiale del meteo di Linea verde, Kilimangiaro e lavora come annunciatrice per trasmissioni di prima serata sulle reti nazionali.
Nel 2016 pubblica il suo primo libro, "Il diario di Miriam", edito dalla casa editrice L'Erudita, in cui parla in prima persona della piaga del cyberbullismo. Sta lavorando al seguito del "Il diario di Miriam".

## Filmografia
- La cena, regia di Ettore Scola (1999) - Ruolo: Simona attrice
- Incontri di primavera, regia di Anna Brasi (2000) - Ruolo attrice protagonista: Lory

## Televisione
- Doppiatrice oversound voce a Thelma Schoonmaker Rai4
- Doppiatrice voce a Louise Fox Rai4
- Doppiatrice voce intervista a Cameron Diaz (per il tg1) presentazione film
- Doppiatrice oversound per Jennifer Lopez Sunday Tabloid
- Voce Spot "Film di Natale" programmazione Rai2
- Voce ufficiale femminile del meteo di Linea Verde 2014-2016
- Voce "Vojager" lettera della nonna a Papa Francesco in video
- Voce ufficiale programma "Frigo" Rai2 (2015-2016 confermata 2ª stagione)
- Voce ufficiale fuori campo programma "Italia da Stimare" (confermata 2ª stagione)
- Documentario sullo spazio per Raiscuola programma "Nautilus"
- Voce ufficiale degli Sponsor di Rai Pubblicità 2014-2015
- Voce femminile del programma     "Alle falde del Kilimangiaro" 2016
- Voce femminile narrante Rai Storia "Cronache dal medioevo" 2016
- Voce femminile documentari per Alle falde del Kilimangiaro 2016
- Voce femminile documentario "Il pomodoro" Geo & Geo 2016
- Voce femminile documentario BBC per Petrolio 2017
- Voce femminile Cronache del Medioevo 2017
- Voce ufficiale Spot Tg2 Dossier 2017

Nel 2018 Lavora in Rai come Speaker e Doppiatrice